# Gravplundring

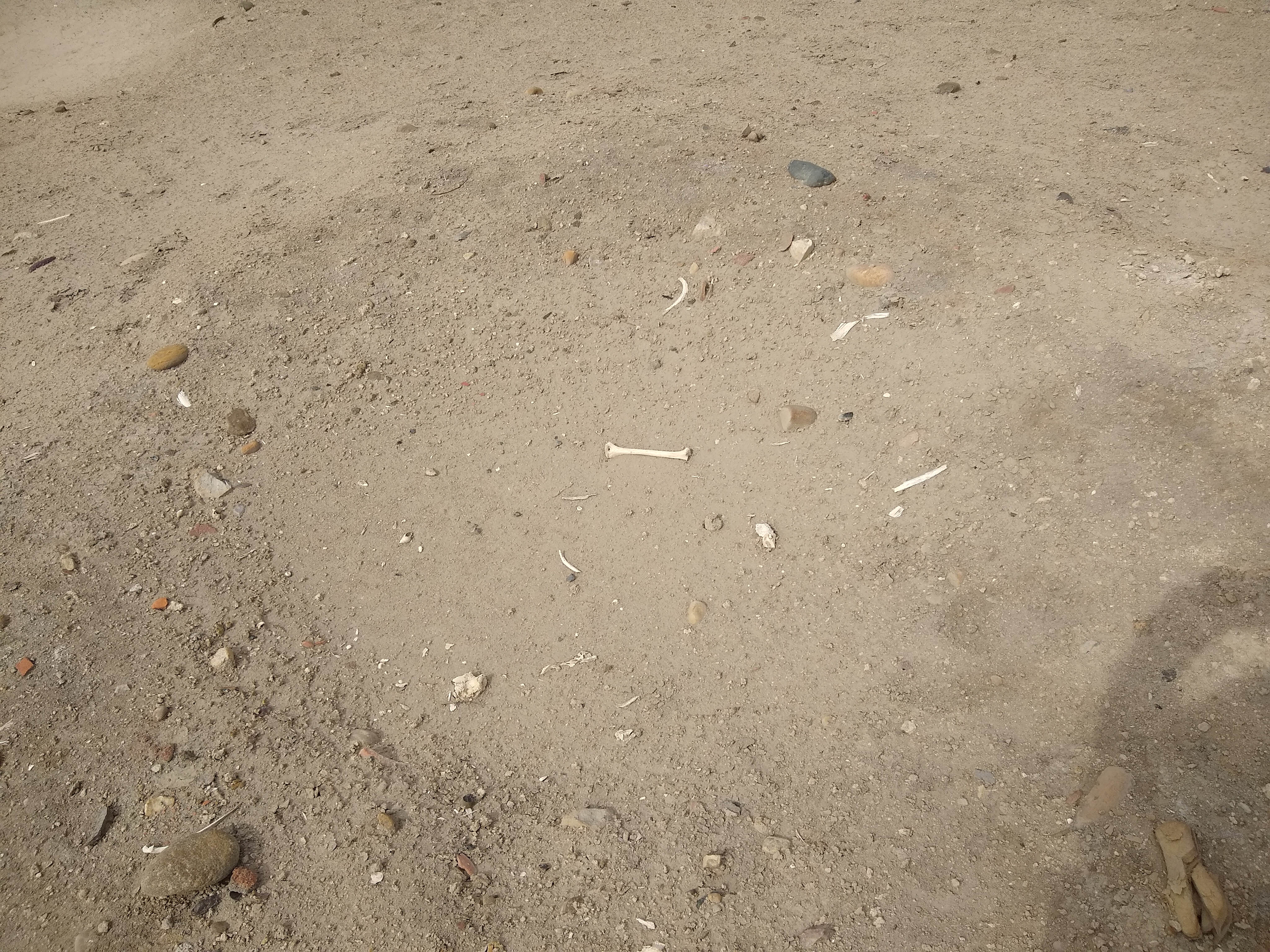
Spridda föremål och ben på den arkeologiska utgrävningsplatsen El Brujo, Peru.

Gravplundring innebär att stjäla från en grav. Gravplundring avser oftast stöld av föremål, men ibland kallas även likstöld gravplundring.
Syftena med att avlägsna föremål från gravar kan variera och gränsen mellan laglig insamling och gravplundring har flyttats genom historien. Syftet kan vara ekonomiskt, genom att föremål återanvänds eller säljs, eller ett samlarintresse. Det finns också gott om exempel på gravplundring i samband med sådant som krig, kolonialisering och folkmord. Ett av dem är stölder av kläder, skor och guldtänder från döda judar efter förintelsen.
Under antiken var gravplundring av äldre gravar vanligt och ibland plundrades även samtida gravar, vilket är välbelagt både vad gäller Egypten, Babylonien, Rom och Grekland. Vissa former av gravplundring var olaglig och belagd med stränga straff, men det berodde på plundrarens status och om graven tillhörde det egna folket eller en fiende.
Under 1800-talet ökade plundringen av äldre gravar i Sverige. Förändringar i jordbruket och utökad åkerareal ledde till fler fynd, intresset för arkeologi ökade, de första fornminnesföreningarna startades i delar av landet med gott om fornlämningar och museerna utökade sina samlingar. När järnvägen byggdes ut passade också vissa av byggarna på att leta efter skatter i närliggande gravar. Det finns flera exempel på att gravplundrare blivit riktigt "professionella", det vill säga att de av erfarenhet visste var de skulle gräva och var i graven smycken brukade finnas. Under slutet av 1800-talet plundrades även samiska gravar, men detta ansågs legitimt och utfördes av myndigheter och forskare.
Att en grav har öppnats igen efter begravningen och föremål flyttats betyder inte nödvändigtvis att den blivit plundrad. På medeltiden i Europa återöppnades vissa gravar som en del av begravningstraditionen.